# Julio Calcaño
Julio Calcaño y Panizza (Caracas, 4 de diciembre de 1840 - 18 de agosto de 1918) fue un escritor, crítico, militar y periodista venezolano, representante del romanticismo hispanoamericano, autor de varios relatos pioneros de la literatura fantástica en Venezuela y del Parnaso venezolano.

## Biografía

### Primeros años
Fue el décimo de los doce hijos de Juan Bautista Calcaño y Uraín, de origen italiano (los Calcagno de Génova) y natural de Caracas (Venezuela), un importante jurista,; autor de una gramática alemana, a quien en 1829; Simón Bolívar, lo nombró Secretario de la prefectura del Departamento de Magdalena y de Josefa Antonia Panizza de Ayós, oriunda de Cartagena; descendiente de una distinguida familia de España, también de origen italiano. Participó en la Revolución de Marzo de 1858 y en los combates de la Guerra Federal (1859-1863).
Abandona su carrera militar para dedicarse a la creación literaria, tanto en prosa como en verso, así como por la crítica y los estudios filológicos.
Se casó con Rita Ysabel del Carmen Herrera Irigoyen (perteneciente a la Casa de Herrera), con quien tuvo cinco hijos: Antonio José, Julio Arístides, Miguel José, Juan e Isabel María.

### Trayectoria periodística y académica
Trabajó como periodista para La Opinión Nacional (1868), La Recopilación del Zulia (1868), El siglo XIX (1874), El Semanario (1878), El Cojo Ilustrado (a partir de 1892), de Scientia et Labor (1894) y de La Tribuna (1896).
Fue Miembro Correspondiente de la Real Academia Española, Individuo de número de la Academia Nacional de la Historia de Venezuela y Miembro fundador (1883) y secretario perpetuo de la Academia Venezolana de la Lengua.

### Trayectoria literaria
Calcaño fue poeta y autor de dos novelas: Blanca de Torrestella (Caracas, 1868), una pieza de inspiración histórica, propia del romanticismo, que gozó del aplauso de la crítica y los lectores de su tiempo; y El rey de Tebas, que fue publicada por entregas en La Revista (Caracas), entre los números 11 y 28 (1872 y 1873).
Es también el autor de una interesante obra ensayística y de crítica literaria, así como del Parnaso venezolano, una antología poética que marcó un hito en la historia de la literatura venezolana al tratarse del primer intento logrado de presentar una colección de la poesía más destacada escrita en el país desde la Colonia Española hasta la fecha.
Calcaño es sobre todo conocido por sus cuentos Las lavanderas nocturnas, El sello maldito, La danza de los muertos y Tristán Cataletto, ejemplos notables de la literatura fantástica venezolana del siglo XIX, y unos de los ejemplos tempranos del gótico latinomericano. En estos relatos, Calcaño utiliza el vampirismo, los fantasmas o el pacto demoniaco, para tratar temas como la búsqueda del poder, la codicia, la traición, los celos, el duelo, el desamor, entre otros.

## Legado
Varios de sus relatos fueron recogidos en Cuentos escogidos, una recopilación de cuentos que el autor publicó en 1913. También fueron antologados en el libro Cuentos fantásticos, editado por Carlos Sandoval para Biblioteca Ayacucho.
En 2015, su cuento, Tristán Cataletto, fue incluido en Racconti ispanoamericani del terrore del XIX secolo, de la editorial italiana Arcoiris. En 2022, el mismo cuento fue recogido en la antología sobre literatura vampírica Resurgir. Vampirismi sudamericani, de la editorial italiana ABEditore.

## Obra

### Novela
- Blanca de Torrestella, 1868
- El rey de Tebas, 1872

### Cuentos
- La leyenda del monje, 1866
- Las lavanderas nocturnas, 1871
- El pájaro vagabundo, 1872
- La danza de los muertos, 1872
- El sello maldito, 1873
- Hojas de mirto, 1873
- Tristán Cataletto, 1892
- La leyenda del manzanillo, 1892
- Letty Somers, 1893
- El escultor Marliani, 1894
- El puñal de oro, 1902
- El ingeniero Chatillard, 1913
- Yulí, la estrella de la mañana, 1913

### Poesía
- Hojas de ciprés, 1889.
- Poesías, 1915.

### Crítica literaria y ensayo
- El castellano en Venezuela: estudio crítico, 1897
- Reseña histórica de la literatura venezolana, 1888
- Parnaso venezolano, 1892
- Reseña histórica de la literatura venezolana, 1907

### Antologías
- Cuentos escogidos, 1913